# Tical 2000: Judgement Day
Tical 2000: Judgement Day – drugi studyjny album amerykańskiego rapera Method Mana członka Wu-Tang Clan wydany 17 listopada 1998 roku nakładem wytwórni Def Jam Recordings. Płyta została wyprodukowana głównie przez RZA, True Mastera, 4th Disciple, Inspectah Decka, Ericka Sermona oraz Mathematicsa, a gościnnie pojawili się m.in. członkowie Wu-Tang Clanu, raperzy powiązani z grupą i artyści niezwiązani z rapem tacy jak Janet Jackson czy Chris Rock. Tematem większości utworów jest przekonanie, że po roku 2000 nastąpi koniec świata (ang. Judgement Day – Dzień Sądu Ostatecznego) oraz tzw. problem roku 2000.
Wydawnictwo zadebiutowało na 2. miejscu notowania Billboard 200 i pierwszym miejscu listy Top R&B/Hip-Hop Albums sprzedając się w pierwszy tydzień w liczbie 411 000 kopii. 16 grudnia 1998 roku według Recording Industry Association of America płyta uzyskała status platynowej.

## Lista utworów
| #  | Tytuł                                                                          | Producent                            | Sample | Czas |
| -- | ------------------------------------------------------------------------------ | ------------------------------------ | --- | ---- |
| 1  | "Judgement Day (Intro)"                                                        | Method Man                           | | 0:52 |
| 2  | "Perfect World" (gośc. Cho-Flo)                                                | RZA                                  | | 3:00 |
| 3  | "Cradle Rock" (gośc. Left Eye, Booster)                                        | LB Da Life Bringa                    | - Interpolacja "Rock-a-bye Baby" - Mighty Clouds of Joy – "Bright Tomorrow" - Method Man & Redman – "How High (Remix)"             | 4:13 |
| 4  | "Dangerous Grounds" (gośc. Streetlife)                                         | True Master                          | | 4:07 |
| 5  | "Sweet Love (Skit)"                                                            |                                      | | 0:06 |
| 6  | "Sweet Love" (gośc. Cappadonna, Streetlife)                                    | True Master                          | - Carla Thomas – "What the World Needs Now Is Love" - Method Man – "P.L.O. Style" - Raekwon – "Ice Cream"                          | 3:29 |
| 7  | "Shaolin What (Skit)"                                                          | 4th Disciple                         | | 2:19 |
| 8  | "Torture"                                                                      | True Master                          | | 3:23 |
| 9  | "Where’s Method Man? (Skit)" (gośc. Ed Lover)                                  |                                      | | 1:04 |
| 10 | "Suspect Chin Music" (gośc. Streetlife)                                        | RZA                                  | - Method Man – "P.L.O. Style" | 4:52 |
| 11 | "Retro Godfather"                                                              | RZA                                  | - Indeep – "Last Night a D.J. Saved My Life" - Vincent Montana Jr. – "Warp Factor II" - Denroy Morgan – "I'll Do Anything For You" | 2:50 |
| 12 | "Dodney Boy"                                                                   |                                      | | 0:15 |
| 13 | "Spazzola" (gośc. Inspectah Deck, Killa Sin, Masta Killa, Raekwon, Streetlife) | Inspectah Deck                       | - Aretha Franklin – "Call Me" | 3:54 |
| 14 | "Check Writer (Skit)"                                                          |                                      | | 0:13 |
| 15 | "You Play Too Much" (gośc. Chris Rock)                                         | Prince Paul                          | | 1:31 |
| 16 | "Party Crasher"                                                                | True Master Remiks: RZA              | - Jimmy Hughes - "Did You Forget"                                                                                                  | 3:53 |
| 17 | "Grid Iron Rap" (gośc. Streetlife)                                             | True Master                          | | 3:23 |
| 18 | "Step By Step"                                                                 | Erick Sermon                         | - Bob James - "Storm King" - Gang Starr – "Step in the Arena"                                                                      | 3:34 |
| 19 | "Play IV Keeps" (gośc. Inspectah Deck, Mobb Deep, Streetlife, Hell Razah)      | Havoc                                | | 3:33 |
| 20 | "Donald Trump (Skit)"                                                          |                                      | | 0:11 |
| 21 | "Snuffed Out (Skit)" (gośc. Streetlife)                                        | Mathematics                          | - The Chambers Brothers – "So Tired"                                                                                               | 1:39 |
| 22 | "Elements" (gośc. Polite, Star)                                                | Inspectah Deck                       | - Jackie Jackson – "Is It Him Or Me?" - Dee Dee Warwick – "Everybody’s Gotta Believe In Somebody"                                  | 3:58 |
| 23 | "Killin' Fields" (gośc. Cho-Flo)                                               | True Master                          | - Bloodstone – "Something" - Wu-Tang Clan – "The Projects"                                                                         | 4:03 |
| 24 | "Big Dogs" (gośc. Redman)                                                      | Erick Sermon                         | - Ohio Players – "Skin Tight" - Erick Sermon – "Tell 'Em" - Fu-Schnickens - "What’s Up Doc? (Can We Rock?)"                        | 3:29 |
| 25 | "Break Ups 2 Make Ups" (gośc. D’Angelo)                                        | Trackmasters                         | - Marvin Gaye – "Soon I'll Be Loving You Again" - Raekwon – "Ice Cream" - Sting – "Shape of My Heart"                              | 3:53 |
| 26 | "Message From Penny (Skit) (gośc. Janet Jackson)                               |                                      | | 0:28 |
| 27 | "Judgement Day"                                                                | Method Man Koprodukcja: 4th Disciple | - Alexander Courage – Motyw ze Star Treka - Texas (gośc. Wu-Tang Clan) – "Say What You Want (All Day, Every Day"                   | 6:00 |
| 28 | "C.E.O.utro"                                                                   |                                      | | 0:04 |

## Notowania
| Rok  | Album                     | Notowanie | Notowanie | Notowanie |
| Rok  | Album                     | USA 200   | USA R&B   | Top Can   |
| ---- | ------------------------- | --------- | --------- | --------- |
| 1998 | Tical 2000: Judgement Day | 2         | 1         | 5         |

| Rok  | Utwór                  | Notowanie | Notowanie | Notowanie |
| Rok  | Utwór                  | USA R&B   | Hot Rap   | Hot 100   |
| ---- | ---------------------- | --------- | --------- | --------- |
| 1998 | "Judgement Day"        | 42        | 21        | —         |
| 1999 | "Break Ups 2 Make Ups" | 29        | 10        | 98        |